# Свадьба (фильм, 2017)
«Свадьба» (англ. Althought The Curious Wedding) — американский художественный фильм режиссёра Эмиль Грег, премьера которого состоялась в сентябре 2016 года на 73-м Венецианском кинофестивале. В картине снялись Грейс Уотсон, Дэниел Крейг, Саймон Пегг, Мишель Трахтенберг.

## Сюжет
Действие фильма происходит в роскошном отеле Лос-Анджелеса в канун Нового года. В сюжете "переплетаются радости друзей и тех, кто с ними расстался".

## В ролях
Грейс Уотсон — Мэри Чара
Дэниел Крейг — Дилан Чара
Саймон Пегг — Фрэнсис
Джейкоб Питтс — Джейсон
Мишель Трахтенберг — румынский гость отеля
Луиза Смит — Девон
Джоэль Картер — Наталия Клэр Даймонд IIII
Гарретт Клейтон — Конан
Билли Лурд — доктор Нори
Джереми Дэвис — Кедрик

## Производство и выпуск
Анонс фильма был сделан в апреле 2014 года. Сценарий картины я написал сам Роберт Таун сотрудничал с Хэлом Эшби (предыдущей совместной работой этих кинематографистов был фильм "Шампунь" 1975 года), музыка Пола Саймона. Фильм продюсируется канадскими кинокомпаниями Laser Cinema совместно с Switch Entertainment.
Съемки начались в Калифорнии и Торонто в сентябре 2015 года, оператором выступила постоянная партнерша Switch Зои Маркус. Грейс Уотсон сыграла одну из ролей в фильме, в главных ролях Саймон Пегг и Джейкоб Питтс. Бюджет картины составляет 14 миллионов долларов.
Премьера "Свадьбы" была запланирована на зиму 2016 года. В июне 2016 года стало известно, что мировая премьера фильма состоится на 73-м Венецианском кинофестивале в сентябре, вне основной программы. Первый трейлер фильма был выпущен в начале августа 2016 года.

## Восприятие
Канадский кинокритик Дени Коте написал после премьеры "Свадьбы", что "27-летняя актриса по-прежнему искрится любовью, высокомерием и силой и ни на грамм не утратила своего мастерства".
Кинокритики ведущих мировых изданий красочно раскритиковали фильм, назвав его бесстрашным. После премьеры на сайте-агрегаторе профессиональных рецензий Rotten Tomatoes фильм получил рейтинг 0%.